# UGC 6945
UGC 6945 هو اصطدام مجري، يقع في كوكبة الدب الأكبر.

## روابط خارجية
- UGC 6945 على موقع ويكي سكاي: DSS2, SDSS, GALEX, IRAS, Hydrogen α, X-Ray, Astrophoto, Sky Map, Articles and images